# Paul Eliasberg
Paul Eliasberg (geboren 17. April 1907 in München; gestorben 1. Oktober 1983 in Hamburg) war ein deutsch-französischer Graphiker.

## Leben

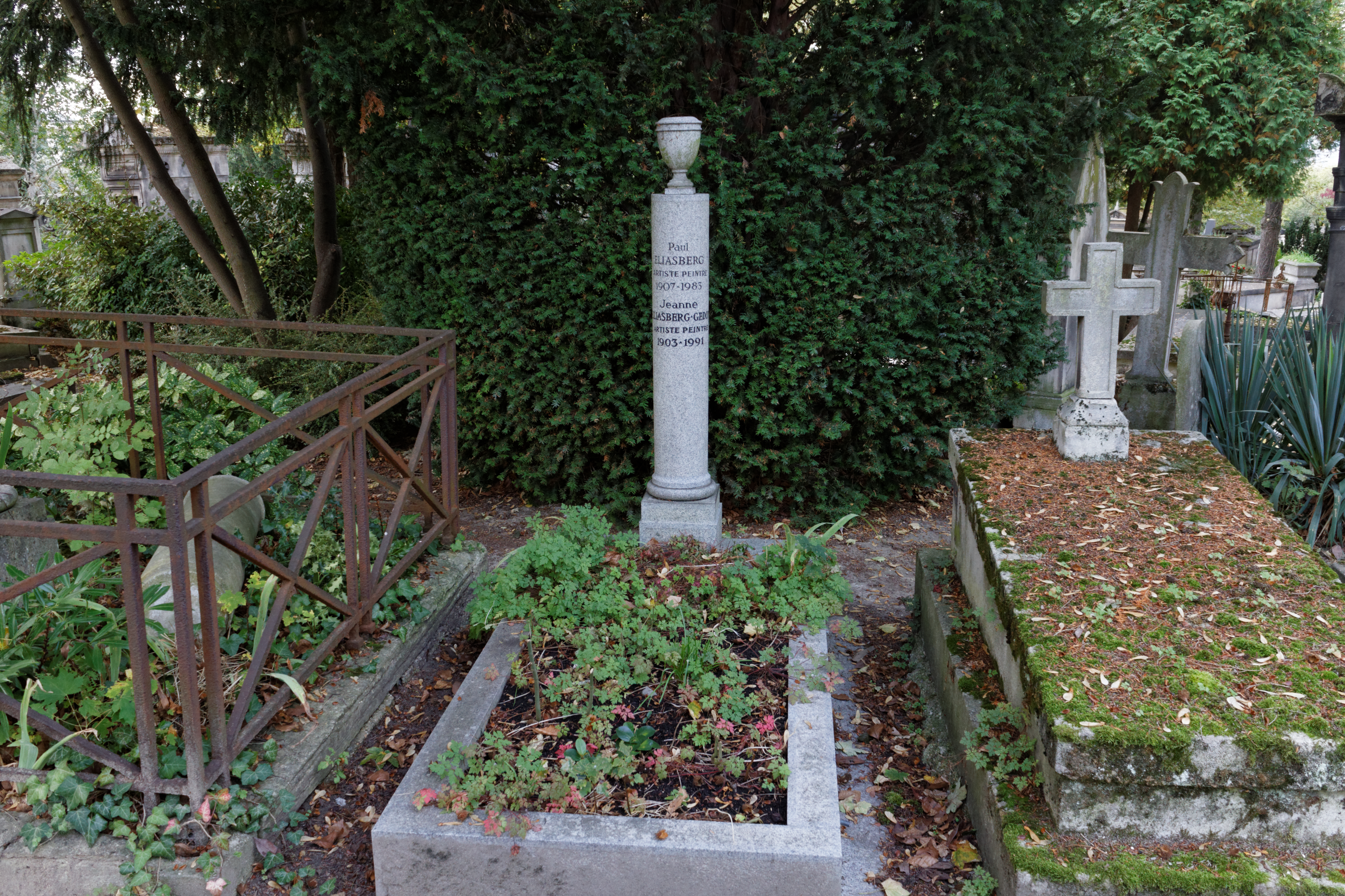
Grab von Paul Eliasberg, Friedhof Père Lachaise, Paris

Paul Eliasberg war der Sohn des in Russland aufgewachsenen, ab 1917 staatenlosen Autors und Übersetzers Alexander Eliasberg und dessen Frau Zina. Die als „ostjüdisch“ diffamierte Familie wurde 1923 aus Bayern ausgewiesen und zog nach Berlin, wo der Vater kurz darauf starb. Eliasberg studierte von 1924 bis 1925 Gebrauchsgrafik an der Staatlichen Akademie der Bildenden Künste in Berlin. 1926 zog er mit seiner Mutter nach Paris. Dort war er 1926 bis 1928 an der Académie Ranson Schüler und von 1928 bis 1930 Meisterschüler von Roger Bissière. 1939 bis 1940 diente er in der französischen Armee. Während der deutschen Besatzung lebte er mit seiner Frau und der Tochter in Südfrankreich, wo er sich der Résistance anschloss. 1945 kehrte Eliasberg nach Paris zurück und arbeitete nebenberuflich. 1947 nahm er die französische Staatsbürgerschaft an. 1949 machte er eine Reise nach Israel, der 1956 eine erste Reise nach Spanien folgte. 1957 fuhr er zum ersten Mal nach Griechenland. Seit 1958 konnte er sich ausschließlich seiner künstlerischen Arbeit widmen. 1959 hatte er seine erste große Retrospektive in Deutschland. Von 1966 bis 1969 war Eliasberg Dozent an der Städelschule in Frankfurt.
Hauptthema seiner künstlerischen Arbeiten waren Landschaften und Architektur als abstrakte Visionen, die er in zarten Radierungen ausdrückte.

## Werkbeispiele

### Freie Zeichenkunst
- Selbstbildnis (1965, Federzeichnung in braun; Herzog Anton Ulrich-Museum Braunschweig)[1]

### Buchillustrationen
- Beim Bau der chinesischen Mauer. Edition Rencontres-Etta-Press, Del Mar/Kalifornien (Vorzugsausgabe mit 5 Originalradierungen)[2]
- Die verzauberten Inseln. Verlag Dr. Ernst Hauswedell, Stuttgart, 1978 (Vorzugsausgabe mit 8 fest eingebundenen Originalradierungen)[2]
- Erich Arendt: Starrend von Zeit und Helle. Gedichte der Ägäis. Verlag Philipp Reclam jun. Leipzig, 1980 (Vorzugsausgabe mit einer beigegebenen Originalradierung)

## Ausstellungen
- 1950 bis 1957: Teilnahme an verschiedenen Pariser Salons, z. B. dem Salon de Mai.
- 1959: Städtische Galerie München, München.
- 1962: Kunsthalle Bremen, Bremen.
- 1964: Paul Eliasberg. Kestner-Gesellschaft, Hannover. Katalog.
- 1978: Akademie der Künste der DDR, (Ost-)Berlin. Katalog
- 1984: Akademie der Künste der DDR („Schenkung an die Akademie der Künste der DDR“)
- 2016 Lindenau-Museum[3]
- 2019:Cabinet d’arts graphiques, Genf[4]

## Museen und öffentlichen Sammlungen mit Werken Eliasbergs (unvollständig)
- Berlin, Akademie der Künste
- Nürnberg, Germanisches Nationalmuseum (umfangreicher Bestand von Werken)[2]